# Orwellsk
Orwellsk (på engelska Orwellian) är ett adjektiv som beskriver en situation, idé eller socialt villkor, som författaren George Orwell menade var nedbrytande för hälsotillståndet av ett fritt och öppet samhälle.
Det kännetecknas av en attityd och en brutal policy med drakonisk kontroll genom propaganda, övervakning, desinformation, förnekelse av sanning (dubbeltänk) och manipulation av det förflutna inklusive att avlägsna en persons existens från allmänhetens minne.

## Etymologi
Ordet härstammar från namnet på den brittiske författaren George Orwell.
Enligt The New York Times (2003) var orwellsk det mest använda adjektivet som härletts från namnet på en modern författare.